# Die Tangokönigin (Operette)
Die Tangokönigin ist eine Operette in drei Akten des Komponisten Franz Lehár. Das Libretto stammt von Julius Brammer und Alfred Grünwald. Die Uraufführung fand am 9. September 1921 im Apollo-Theater in Wien statt.
Bei dem Werk handelt es sich um die zweite Überarbeitung der Lehár-Operette Der Göttergatte. Diese basierte auf Kleists Amphitryon und spielte dementsprechend in der Antike. Die erste Neufassung kam 1913 unter dem Titel Die ideale Gattin heraus. Beide Neufassungen spielen in der Gegenwart der Entstehungszeit, also um 1913 bzw. um 1921, im spanischen Badeort San Sebastian. In der Idealen Gattin und der Tangokönigin agieren bis auf wenige Ausnahmen die gleichen Personen, nur einige Musiknummern wurden gestrichen und durch neue ersetzt. Einige Nummern wurden auch beibehalten und sind sowohl in der Idealen Gattin als auch in der Tangokönigin enthalten. Unter Weblinks sind die Klavierauszüge beider Werke zu finden.

## Musiknummern
Dem unten angeführten Klavierauszug sind folgende Musiknummern entnommen:
- Nr. 1 Introduktion und Duett: Mein Kind du wirst ironisch (Manolita, Leandro)
- Nr. 2 Szene und Duett: Ach Kindchen, was fällt dir denn ein (Manolita, Leandro, Don Gil)
- Nr. 3 Duett: Du rauchst? (Leandro, Don Gil)
- Nr. 4 Terzett: Geh’n Sie doch, Mein Herr (Coletta, Leandro, Don Gil)
- Nr. 4a Abgang: Ich will es tun (Manolita)
- Nr. 5 Tanz-Duett (Bolero): So stellt ein Torreador (Coletta, Don Gil)
- Nr. 6 Finale I: Na also, da sind sie ja schon (Alle)
- Nr. 6a Entreakt (Zwischenspiel, Orchester)
- Nr. 7 Introduktion, Lied und Tanz (Einleitung 2. Akt): Es jauchzen und jubeln die Geigen (Alle)
- Nr. 8 unbesetzt. Im Klavierauszug folgt auf Nr. 7 gleich Nr. 9
- Nr. 9: Entree Manolitas: Bueno serra (Alle)
- Nr. 10 Duett: Als ich zum ersten Mal gesehen (Coletta, Don Gil)
- Nr. 11 Ensemble: Also hören sie (Fast alle und Damenchor)
- Nr. 12 Tango: Bei Valparaiso in der Schenke (Manolita, Leandro)
- Nr. 13 Finale II: Ach was liegt denn dran Herr Graf (Alle)
- Nr. 14 Spanische Barkarole: Des Abends werden wach der Liebe Gluten (Manolita, Satrewski, Chor)
- Nr. 15 unbesetzt. Im Klavierauszug folgt auf Nummer 14 gleich Nummer 16
- Nr. 16 Duett: Ich hab eine Gattin (Manolita, Leandro)
- Nr. 16a Reminiszenz: Willst du mein süßer, braver, kleiner Hampelmann sein? (Coletta, Don Gil)
- Nr. 17. Finale III: Wie seid ihr Männer alle doch so leicht zu fangen (Manolita, Leandro, Satrewski)